# Promozione 1975-1976
Nella stagione 1975-1976, la Promozione era il quinto livello del calcio italiano (il primo livello regionale). 
Il campionato è strutturato in vari gironi all'italiana su base regionale, gestiti dai Comitati Regionali di competenza. Promozioni alla categoria superiore e retrocessioni in quella inferiore non erano sempre omogenee; erano quantificate all'inizio del campionato dal Comitato Regionale secondo le direttive stabilite dalla Lega Nazionale Dilettanti, ma flessibili, in relazione al numero delle società retrocesse dal campionato di Serie D e perciò, a seconda delle varie situazioni regionali, la fine del campionato poteva avere degli spareggi sia di promozione che di retrocessione. In Basilicata e in Umbria il primo livello regionale nella stagione 1975-1976 continuò ad essere la Prima Categoria.

## Campionati
- Promozione Abruzzo 1975-1976
- Promozione Calabria 1975-1976
- Promozione Campania-Molise 1975-1976
- Promozione Emilia-Romagna 1975-1976
- Promozione Friuli-Venezia Giulia 1975-1976
- Promozione Lazio 1975-1976
- Promozione Liguria 1975-1976
- Promozione Lombardia 1975-1976
- Promozione Marche 1975-1976
- Promozione Piemonte-Valle d'Aosta 1975-1976
- Promozione Puglia 1975-1976
- Promozione Sardegna 1975-1976
- Promozione Sicilia 1975-1976
- Promozione Toscana 1975-1976
- Promozione Trentino-Alto Adige 1975-1976
- Promozione Veneto 1975-1976

Questi invece sono i massimi campionati regionali disputati nella stagione 1975-1976 nelle regioni dove non era ancora stato istituito il campionato di Promozione:
- Prima Categoria Basilicata 1975-1976
- Prima Categoria Umbria 1975-1976

## Regolamento
La normativa F.I.G.C. in vigore dalla stagione sportiva 1969-70 stabiliva che, in caso di assegnazione di un titolo sportivo (promozione o retrocessione), alla fine del campionato si sarebbe dovuto:
1. disputare una gara di spareggio in campo neutro in caso di attribuzione del primo posto in classifica
2. non disputare una gara di spareggio ma prendere in considerazione la differenza reti generale in caso di una o più società da classificare per stabilire una o più società retrocedente(i) in categoria inferiore

Tutti i pari merito in cui non si doveva attribuire un titolo sportivo non sono da regolarsi con la differenza reti generale ovvero: tutte le altre squadre a pari punti vanno considerate classificate a pari merito con la posizione di classifica più alta senza considerare la differenza reti anche se i giornali la prendono in considerazione e la evidenziano.